# Ian Cox
Ian Gary Cox (Croydon, Inglaterra, 25 de marzo de 1971) es un exfutbolista trinitense nacido en Inglaterra que jugaba en la posición de defensa central.

## Clubes
| Club                           | País       | Año       |
| ------------------------------ | ---------- | --------- |
| Crystal Palace Football Club   | Inglaterra | 1994-1996 |
| AFC Bournemouth                | Inglaterra | 1996-2000 |
| Burnley Football Club          | Inglaterra | 2000-2003 |
| Gillingham Football Club       | Inglaterra | 2003-2008 |
| Maidstone United Football Club | Inglaterra | 2008-2009 |